# Madam služebná
Madam služebná (Madame) je francouzský hraný film z roku 2017, který režírovala Amanda Sthers podle vlastního scénáře. Snímek měl světovou premiéru na Sydney Film Festivalu 12. června 2017.

## Děj
Anne a Bob Fredericksovi bydlí v honosném domě v Paříži. Z finančních důvodů však musí prodat Caravaggiův obraz. Z New Yorku proto přijíždí obchodník s uměním David Morgan, pro kterého uspořádá večeři. Když Anne zjistí, že je prostřeno pro 13 osob, požádá Marii, chůvu svých dětí, aby s nimi povečeřela jako „host“. Má nakázáno moc nemluvit. Maria sedí vedle Davida, kterému Bobův dospělý syn Steven namluvil, že se jedná o španělskou šlechtičnu, která je v Paříži inkognito. David se do Marie zamiluje a v následujících dnech ji bombarduje SMS zprávami. Pozve ji do kina a do restaurací. Maria se cítí velmi šťastně. Anně není příjemné, že se David schází s Marií a chce mu sdělit, že Maria je jen její služebná a vychovatelka. Bob ji ale drží zpátky, protože chce zdárně dokončit prodej obrazu. Steven, který je spisovatelem, začne psát nový román, jehož námětem se stane právě vztah Marie a Davida. Poté, co je obraz prodán, a finanční situace rodiny je opět urovnaná, Anne sdělí Davidovi pravdu o Mariině původu, čímž je vztah okamžitě ukončen. Maria odchází ze služby u Fredericksových.

## Obsazení
| Toni Collette         | Anne Fredericks   |
| Harvey Keitel         | Bob Fredericks    |
| Rossy de Palma        | Maria             |
| Michael Smiley        | David Morgan      |
| Tom Hughes            | Steven Fredericks |
| Stanislas Merhar      | Antoine Bernard   |
| Violaine Gillibert    | Hélène Bernard    |
| Joséphine de La Baume | Fanny             |
| Ariane Séguillon      | Josiane           |
| Sue Cann              | Mandy             |